# Talpa ognevi
Talpa ognevi — вид ссавців родини кротових (Talpidae). Зустрічається в південно-східній прибережній зоні Чорного моря від північно-східної Туреччини до Грузії. Він населяє різні місця існування, пов'язані з вологими ґрунтами в низинних районах. Про історію його життя відомо небагато.
Зовні кріт Огнєва нагадує кавказького крота (T. caucasica), який зустрічається північніше, але більший і має міцніші зуби. Наукову назву він отримав у 1944 році, але деякий час його вважали підвидом T. caucasica. Однак генетичний аналіз виявив серйозні відмінності, і в 2018 році кріт Огнєва визнали самостійним видом. Даних про стан популяції ще не зібрано.

## Опис
Кріт Огнєва досягає довжини голови-тулуба від 13,4 до 14,2 см, довжини хвоста від 2,0 до 2,6 см і ваги від 62 до 91 г. Статевий диморфізм виражений незначно, самці в середньому на 5 % важчі за самиць. При зазначених розмірах кріт Огнева більший за близькоспорідненого кавказького. Зовні обидва види схожі. Як і всі кроти, вони характеризуються циліндричним і міцним тілом, короткою шиєю та лопатоподібними передніми лапами. Колір шерсті від чорнувато-сірого до чорного. Іноді на морді, горлі і грудях утворюються жовтуваті плями. Подібний до кавказького крота, але на відміну від крота європейського (Talpa europaea), очі вкриті напівпрозорою шкірою. Задня ступня має довжину від 1,8 до 2,0 см.